# Gerard Christopher
Gerard Christopher (Nueva York, 11 de mayo de 1959) es un actor, productor y guionista estadounidense.

## Carrera
Christopher fue el segundo actor en interpretar el papel de Superboy en la serie de televisión del mismo nombre (entre 1989 y 1992), reemplazando a John Haymes Newton, quien realizó el papel en la primera temporada del seriado (1988–1989). Ha participado además en varios telefilmes y apareció en series de televisión como Days of Our Lives, Sunset Beach y Melrose Place. En 1985 protagonizó el filme de comedia Tomboy.
En 2006 apareció en el documental Look, Up in the Sky: The Amazing Story of Superman hablando sobre su interpretación como Superboy a comienzos de la década de 1990.